# フェデラル・ホール
フェデラル・ホール（Federal Hall）は、アメリカ合衆国ニューヨーク市マンハッタン区フィナンシャル・ディストリクトのウォール街26番地、アメリカ合衆国議会旧議事堂の敷地に建つ記念館である。
連邦公会堂と訳されることもある。
アメリカ合衆国議会議事堂として利用されていた建物は1812年に解体されており、現在の建物は1842年に再現して建てられた合衆国税関の建造物である。
アメリカ合衆国成立期の非常に重要な歴史と関わる場所であり、現在は国定記念館（Federal Hall National Memorial）として有名な観光名所となっている。

## 歴史

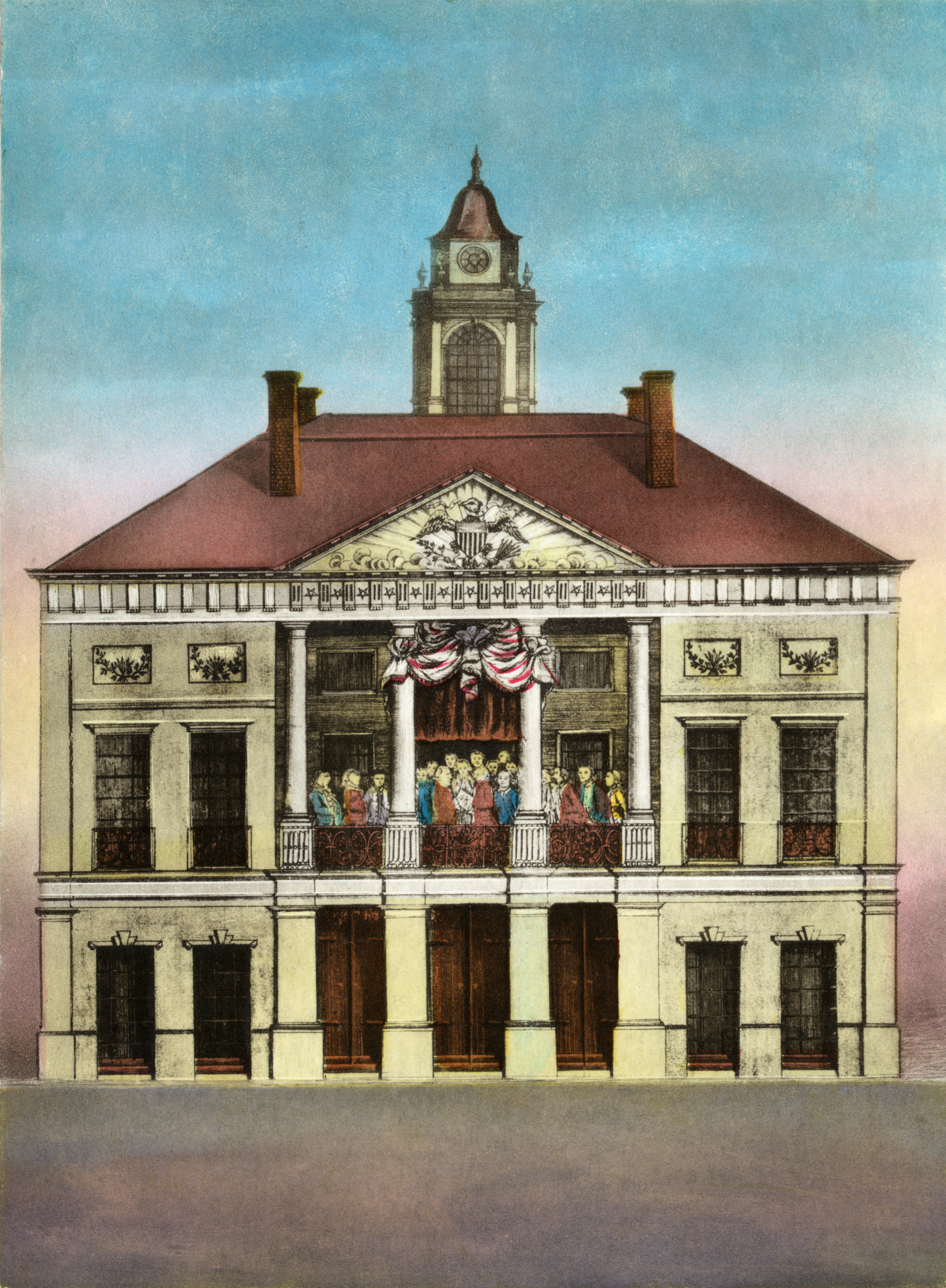
1789年4月30日のフェデラル・ホールにおけるワシントン大統領就任式を描いた:en:Amos Doolittleによる版画Federal Hall, Seat of Congress（1790年作）

元は1700年に二代目のニューヨーク市庁舎として建設された。
アメリカ独立戦争の後、1785年から1789年まで、この市庁舎は連合規約の下、合衆国連合会議の議事堂として使用された。
1788年には連邦様式の建物に改築された。
1789年にアメリカ合衆国憲法の下にニューヨーク市が最初のアメリカ合衆国の首都となり、この建物はアメリカ合衆国議会最初の議事堂となった。1789年3月4日、第一回合衆国議会がこの議事堂で開催され、権利章典が採択される。このとき、この建物はフェデラル・ホールと改称された。また、この議会でジョージ・ワシントンが初代アメリカ合衆国大統領に選出され、1789年4月30日にこの建物のバルコニーで就任演説を行った。また、この建物には初代の合衆国最高裁判所が置かれた。
1790年に首都がフィラデルフィアに移動したことにより、再びニューヨーク市庁舎として利用された。1812年にニューヨーク市庁舎は現在のシティ・ホール・パークの位置へ移転し、この旧市庁舎は取り壊された。
現在の建物は初代の合衆国税関として1842年に建てられた。これはニューヨークの古典様式の重要な現存建築物となっている。1862年に税関は55 ウォール・ストリートへ移転し、この建物は合衆国支金庫 (United States Sub-Treasury) として、地下に金や銀を保管する建物として利用されるようになった。1920年に連邦準備銀行が支金庫制を変更するまで、この建物は支金庫として利用された。
この建物は、フェデラル・ホール国定史跡として1939年5月26日に、国定記念建造物として1955年8月11日に、国家歴史登録財として1966年10月15日に登録された。
1965年12月21日には、ニューヨーク市歴史建造物に登録された。

## ギャラリー

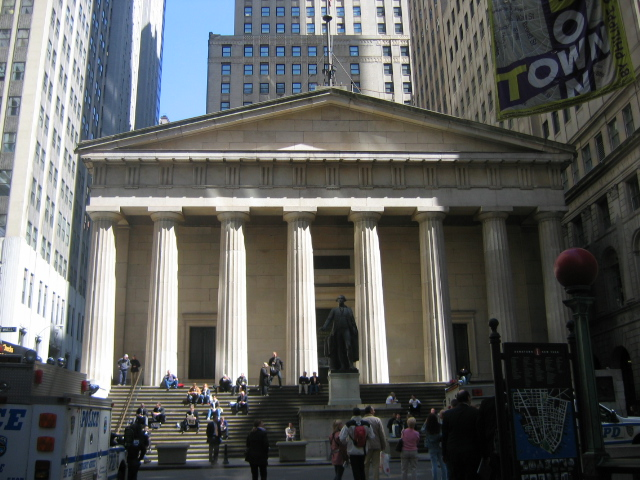
フェデラル・ホール国立記念館
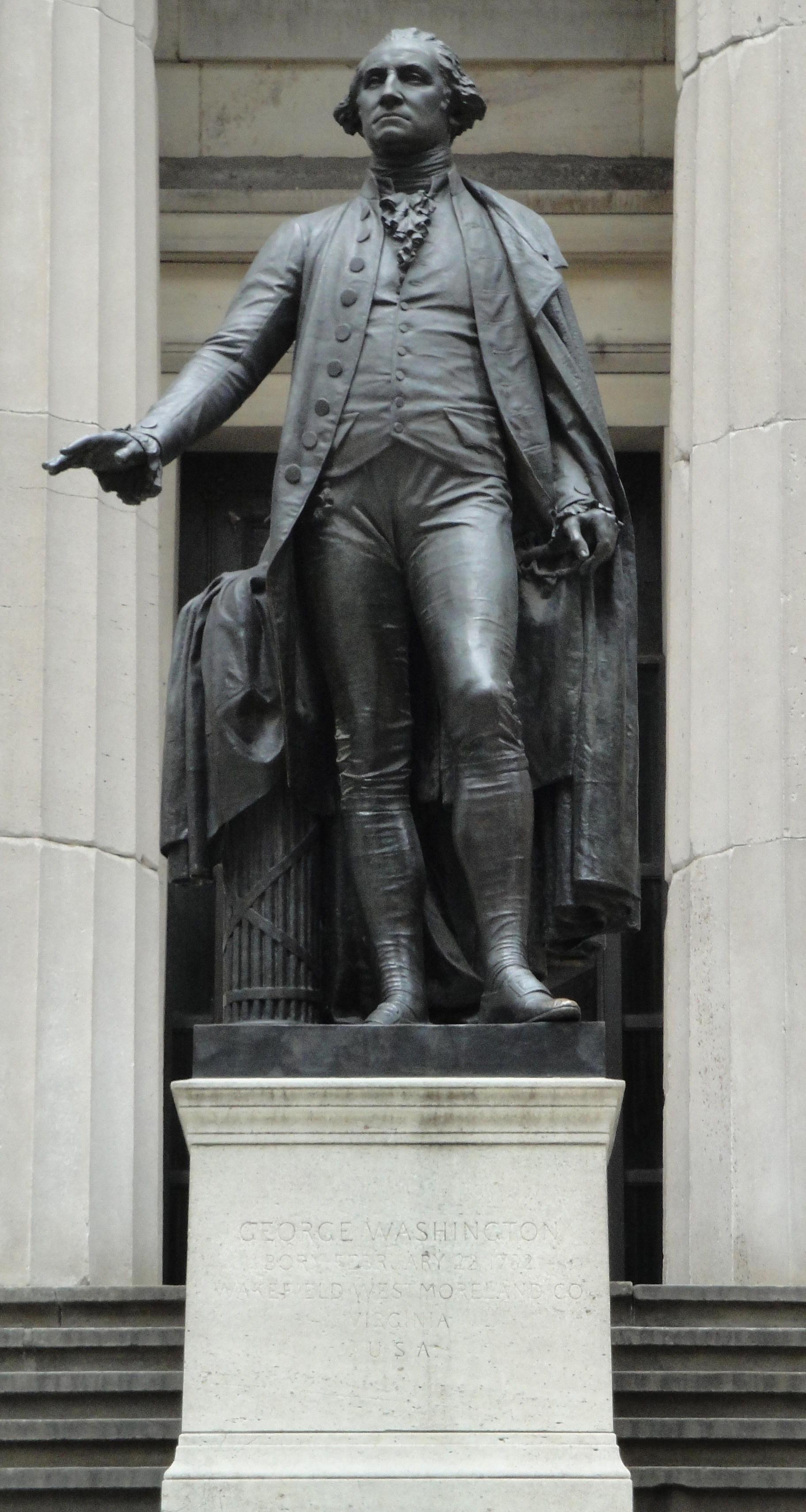
フェデラル・ホール正面に設置されているジョージ・ワシントン像
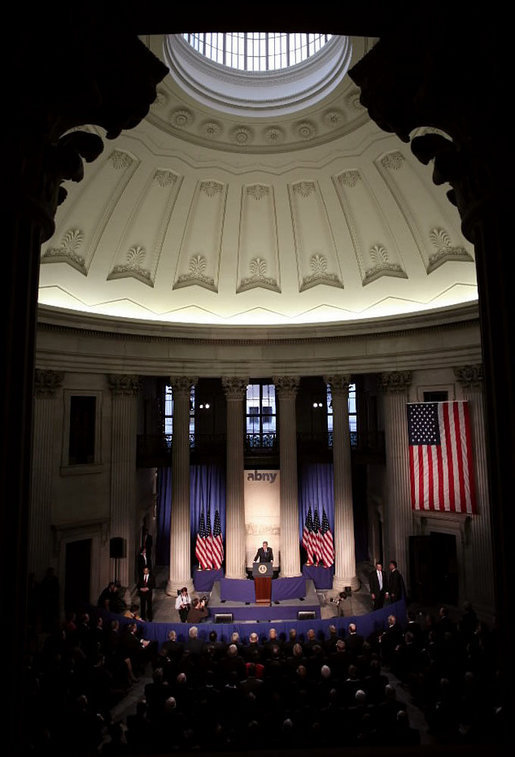
2007年1月31日にメインホールで演説するジョージ・W・ブッシュ大統領（当時）